# 圣贝尔纳堡
圣贝纳尔堡（法語：Bourg-Saint-Bernard，法語發音：[buʁ sɛ̃ bɛʁnaʁ]）是法国上加龙省的一个市镇，属于图卢兹区。

## 地理
圣贝尔纳堡（43°36'8"N, 1°42'46"E）面积16.6 平方千米，位于法国奧克西塔尼大區上加龙省，该省份为法国西南部内陆省份，西南端与西班牙接壤，自此顺时针与上比利牛斯省、热尔省、塔恩-加龙省、塔恩省、奥德省和阿列日省接壤。
与圣贝尔纳堡接壤的市镇（或旧市镇、城区）包括：特拉、蒙卡布里耶、戈雷、朗塔、索桑、瓦莱斯维莱、韦尔费伊。
圣贝尔纳堡的时区为UTC+01:00、UTC+02:00（夏令时）。

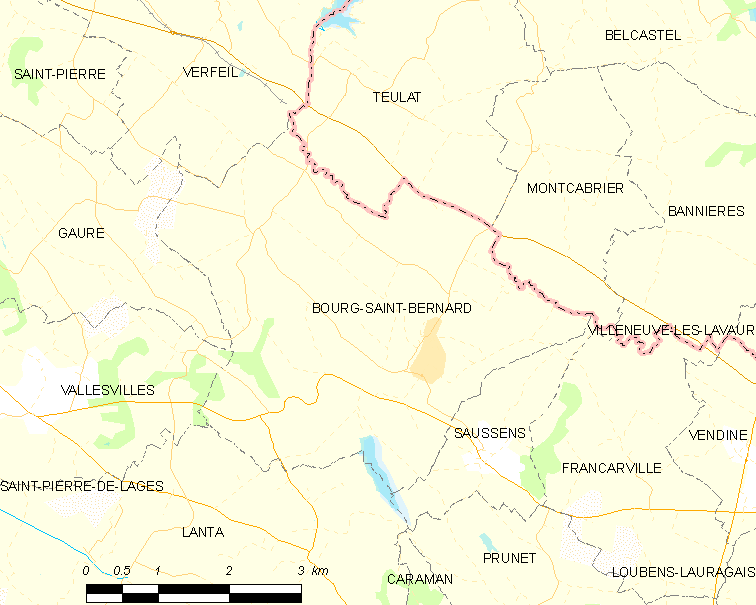
圣贝尔纳堡的OSM定位图

## 行政
圣贝尔纳堡的邮政编码为31570，INSEE市镇编码为31082。

## 政治
圣贝尔纳堡所属的省级选区为勒韦勒县。

## 人口

1962-2008年间圣贝尔纳堡人口变化图示

圣贝尔纳堡于2022年1月1日时的人口数量为1109人。

## 图集

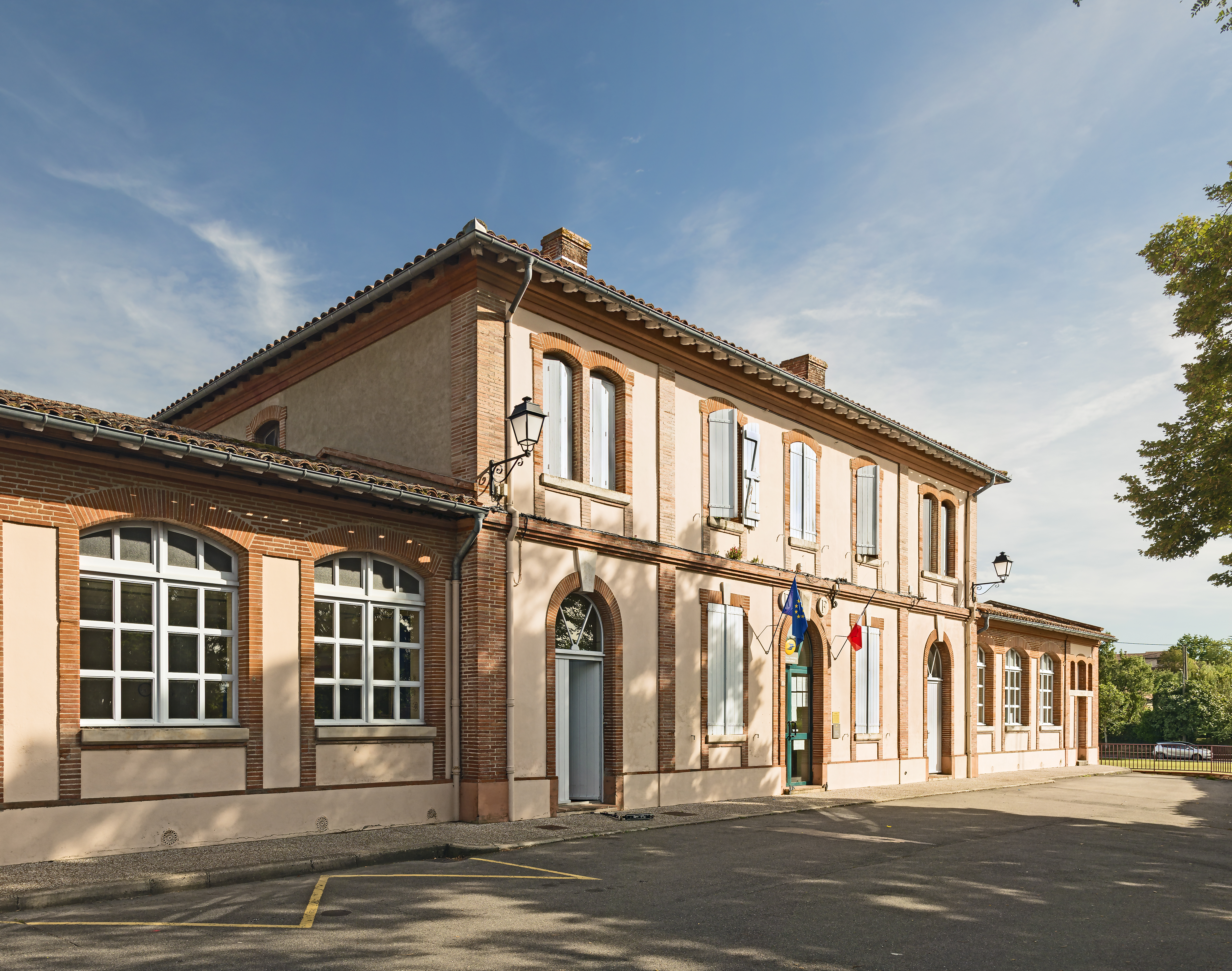
市政厅
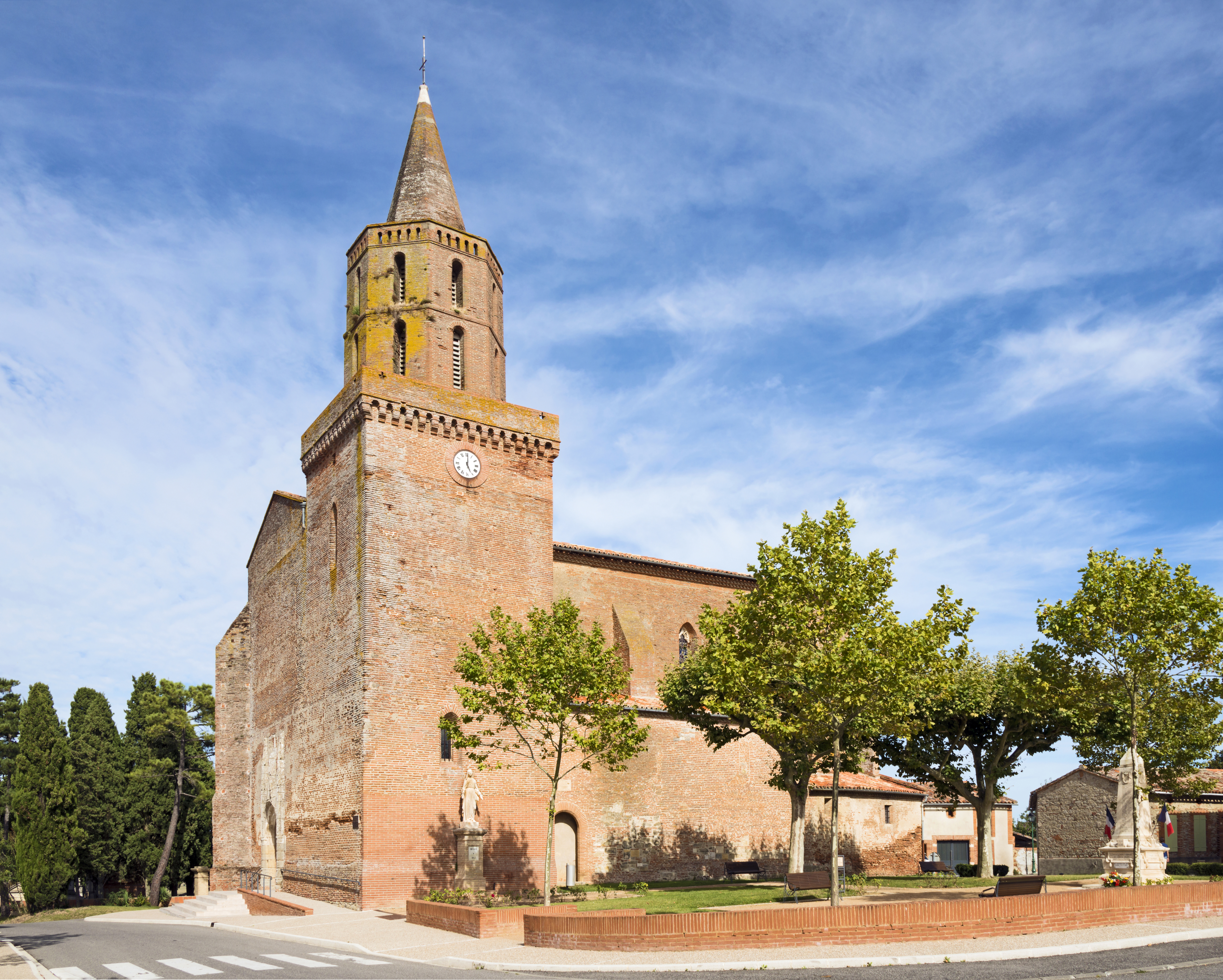
教堂
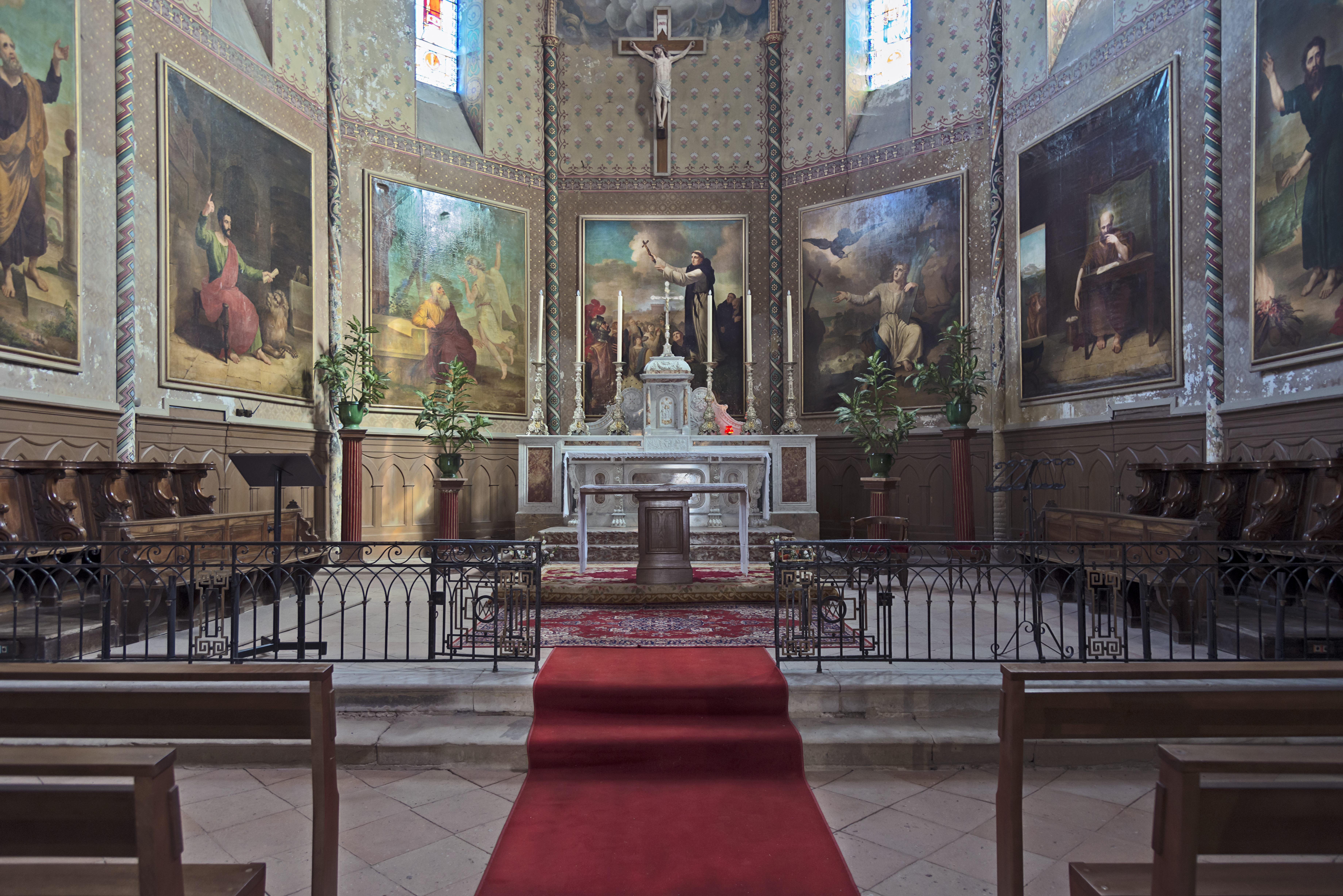
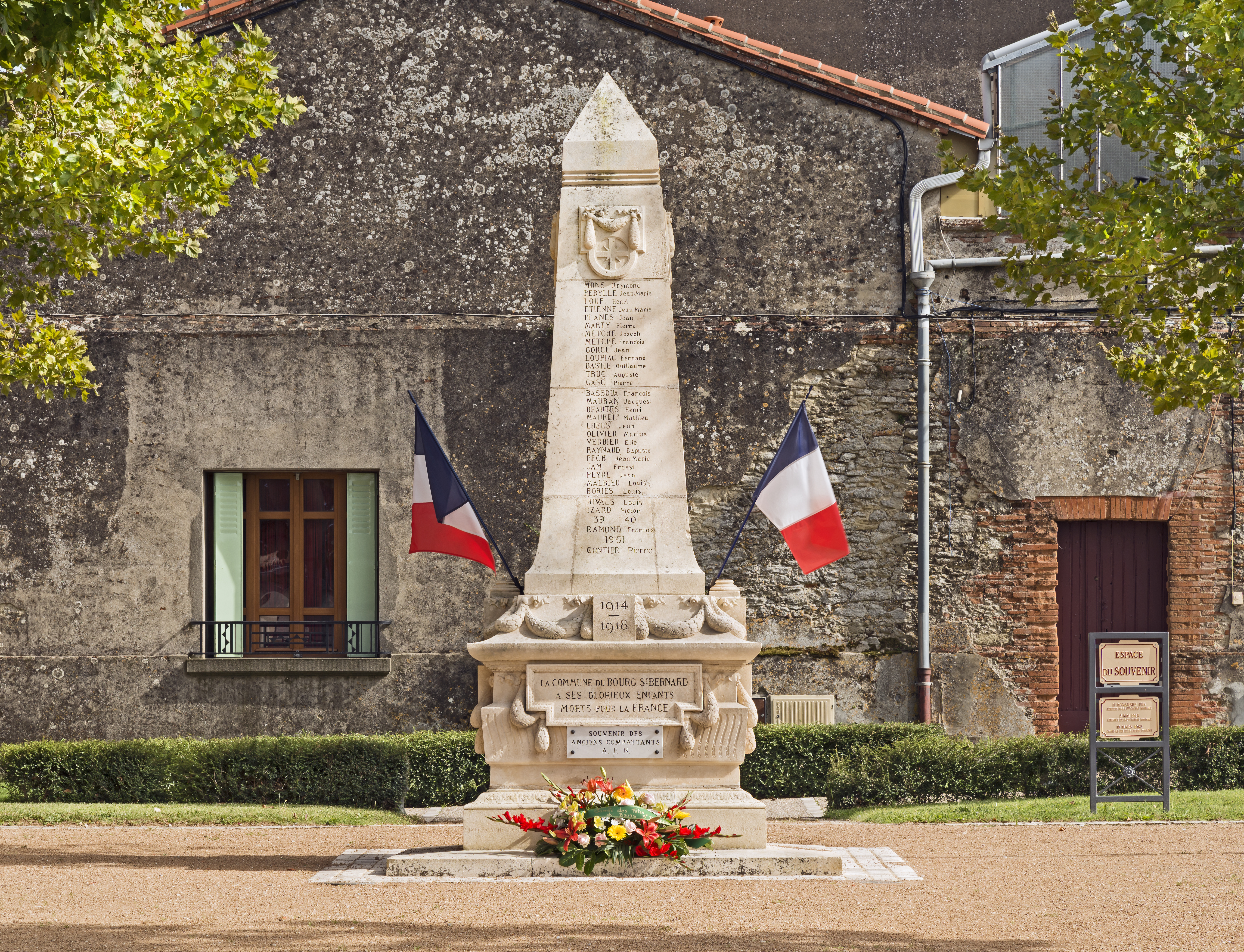
战争纪念碑